# Un été secret

Un été secret (Secret Summer) est un téléfilm américain réalisé par Rick Bota, diffusé en 2016.

## Synopsis
Rachel Turney (Lindsey Shaw) travaille dans un cabinet immobilier à New York et doit établir la succession du propriétaire d'une ancienne bibliothèque dans une petite ville du nord de la Californie. Elle découvre sur place que les habitants y sont très attachés. Elle va y rencontrer Jake Kenman (Derek Theler), un écrivain itinérant venu faire des recherches sur un célèbre hors-la-loi pour son prochain roman historique...

## Fiche technique
- Titre original : Secret Summer
- Réalisation : Rick Bota
- Scénario : Alec Colantonio-Ray, Adam Rockoff et Cara J. Russell
- Photographie : Zakk Eginton
- Musique : Stephen Graziano
- Durée : 75 min
- Date de diffusion :
  - France : 15 mars 2016 sur M6

## Distribution
- Lindsey Shaw (VF :Marie-Eugénie Maréchal) : Rachel
- Derek Theler (VF : Guillaume Lebon) : Jake Kenman
- Emily Rose (VF : Marie diot) : Janice
- Lucas Bryant : Daniel
- Rachel Ticotin (VF : Véronique Augereau) : Mme Annie Archer
- Isaiah Washington (VF : Jean-Paul Pitolin): Gus
- Max Page (VF : Gwenaelle Jegou) : Noah
- Chiara Aurelia (VF : Maryne Berthiaux) : Hailey
- Alix Elizabeth Gitter : Diane
- Karl T. Wright (VF : Daniel Lobe) : Patrick
- Max Rose : Billy
- Terryn Westbrook : Tricia